# ويليام جي كامبريدج
ويليام جي كامبريدج (بالإنجليزية: William G. Cambridge)‏ (و. 1931 – 2004 م) هو محامي، وقاضي من الولايات المتحدة الأمريكية. 
توفي عن عمر يناهز 73 عاماً.

## التعليم
تعلم في جامعة نبراسكا- لينكولن.